# Неупокоева, Оксана Ивановна
Окса́на Ива́новна Неупоко́ева (14 января 1976, село Стойба, Партизанский район, Красноярский край) — российская биатлонистка. Мастер спорта международного класса.
Бронзовый призёр чемпионата мира 2008 года в смешанной эстафете, чемпионка мира и Европы по летнему биатлону.
В 2003 году окончила Удмуртский государственный университет города Ижевска.

## Кубок мира
- 2007—2008 — 42-е место (101 очко)
- 2008—2009 — 35-е место (203 очка)

## Общие сведения
Место жительства — г. Ижевск, Удмуртская республика, Россия

Рост — 169 см

Вес — 59 кг

Марка винтовки — БИ 7-3 А

Марка лыж — Fischer(182)

Спортивный клуб — Динамо, г. Ижевск

Тренеры — Коротаев Алексей Фёдорович, Вахрушев Николай Иванович, Журавлёв Валерий Спиридонович, Хазеев Николай Григорьевич

Профессия — менеджер-экономист